# GameStar
A GameStar egy havonta megjelenő PC-s videójáték-magazin, amit a német IDG Entertainment Verlag ad ki Németországban. 2008-ban átlagosan 250.000 példányszámban fogyott el a lap, így a legkeresettebb PC-s videojáték magazin Európában.
A magazint Magyarországon, Csehországban és Kínában is kiadják. Olaszországban, Lengyelországban és USA-ban is megpróbálták piacra dobni a lapot, de néhány hónap múlva elbukott, habár a magazin weboldala még él az országokban. Az amerikai kiadás jóval eltért a többitől, mivel felnőtteknek írták PC-s és konzolos játékokról, hasonlóan az inCite-hoz.
2005-ben a GameStar létrehozott egy testvérlapot /GameStar/dev néven, amely az Európai Játékfejlesztőket célozza meg. A GameStar-nak egy testvérlapja is van, mégpedig a GamePro, amely a konzol játékokra fókuszál.
2007. december 1-jétől Michael Trier a szerkesztő-főnök, Gunnar Lott-ot követve.

## A magyar GameStar
1999 októberében jelent meg az első magyar nyelvű szám, októberétől pedig teljes játékot, esetenként játékokat is adnak a magazinhoz. Főként PC játékokat tesztelnek, 2008 februárjától Xbox 360-ra készült játékokat, később pedig PlayStation 3 címeket is. 
Még mindig aktívak, rengeteg hír és játékteszt van oldalukon, a GameStar Online-on. 
A magyar GameStar rendelkezik két testvéroldallal, a PC Worlddel és a Puliwooddal. A magyar nyelvű, nyomtatott GameStar 2020-ban megszűnt.

## Külső hivatkozások
- Hivatalos magyar oldal
- Hivatalos német oldal (németül)
- Hivatalos oldal (angolul)